# 是冒險對吧對吧？
《是冒險對吧對吧？》（冒険でしょでしょ?）是平野綾推出的第2首單曲（以平野綾的名義）。 

## 概要
《涼宮春日的憂鬱》的片頭曲。在2007年Animelo Summer Live中平野綾演唱了作為該曲音樂編曲版的「（是冒險對吧對吧？～是龐克對吧version～）」。

## 收錄曲
1. （是冒險對吧對吧？）
  - 作詞：畑亞貴／作曲：富田曉子／編曲：藤田淳平
  - 電視動畫《涼宮春日的憂鬱》片頭曲
2. （風向絲帶）
  - 作詞：畑亞貴／作曲：鈴木盛廣／編曲：安藤高弘
  - 廣播劇《涼宮春日的憂鬱 SOS團廣播支部》片頭曲
3. （是冒險對吧對吧？）（off vocal）
4. （風向絲帶）（off vocal）

## 外部連結
- （日語）是冒險對吧對吧？ （页面存档备份，存于） – Lantis